# Synagoga v Bílině
Synagoga v Bílině se nachází v centrální části města Bílina, asi 150 metrů severovýchodně od náměstí, v Teplické ulici č. 116. Vznikla v roce 1895 přestavbou staršího obytného domu a bohoslužby se zde konaly do roku 1938. Tehdy bylo rovněž zničeno vybavení synagogy. V poválečném období budova opět získala svůj obytný charakter. Někdejší funkci budovy bylo možno rozpoznat podle dílčích fragmentů na její fasádě. Ta byla charakteristická neomítnutými cihlami. Budova někdejší synagogy byla dlouho opuštěna a chátrala, až v roce 2011 započala její oprava a přestavba na obytný dům. Její součástí však je i zateplení budovy, které skryje zmíněnou fasádu.